# Thylacodon
Thylacodon és un gènere extint de marsupials de la família dels herpetotèrids que visqueren a Nord-amèrica durant el Paleocè inferior, just després del límit Cretaci-Paleogen, fa entre 63,8 i 66 milions d'anys. Se n'han trobat restes fòssils a Colorado, Montana, Nou Mèxic i Wyoming (Estats Units). Eren si fa no fa igual de grossos que les espècies més grosses de Marmosa. Tenien les dents molars semblants a les dels didèlfids i, de fet, en un primer moment foren classificats en aquesta altra família. El nom genèric Thylacodon significa ‘dent de bossa’ o, menys literalment, ‘dent de marsupial’.